# Queen's Forelle
Queen's Forelle (Pyrus communis 'Thimo') is een Duits perenras. Het ras kreeg eerst de naam Thimo, maar wordt op de markt gebracht als "Queen's Forelle".

## Achtergrond
Queen's Forelle is een kruising van Nordhäuser Winterforelle en Madame Verté. Het ras werd door Manfred Fischer gecultiveerd in Pillnitz, een deel van Dresden. In België en Nederland is het betrekkelijk nieuw. In Nederland dateren de eerste aanplantingen slechts van 2010.
De Queen's Forelle wordt beheerd als een clubras. Dit houdt in dat niet iedereen het ras mag telen of verkopen; teelt en verkoop zijn aan strikte regels onderworpen en de exploitatierechten blijven in handen van de patenthouder. Voor de teelt of verkoop dienen licentieovereenkomsten te worden afgesloten.

## Kenmerken
Queen's Forelle is een lange, groene peer met rode blos (ook wel een roodgele peer genoemd). Het gemiddelde gewicht is 200 à 220 gram. Ze wordt geplukt vanaf eind september. De smaak is knapperig, sappig en zoet. De peer kan goed bewaard worden, maar als ze uit bewaring gehaald wordt, gaat de smaak snel achteruit. Het rendement voor telers is niet optimaal: tussen 2005 en 2011 was de opbrengst slechts 52% van die van Conference. Daarom wordt nog gezocht om tot betere resultaten te komen, onder meer door te zoeken naar betere bestuivers.
In België wordt deze peer nog betrekkelijk weinig geteeld: ca. 15 ha in 2016 en 16 ha in 2017.

### Gevoeligheden
Queen's Forelle is gevoelig voor bacterievuur. Anderzijds zijn de bomen minder vorstgevoelig dan die van andere perenrassen.